# Liste der Bodendenkmäler in Dietfurt an der Altmühl
Auf dieser Seite sind die Bodendenkmäler in der Oberpfälzer Stadt Dietfurt an der Altmühl zusammengestellt. Diese Tabelle ist eine Teilliste der Liste der Bodendenkmäler in Bayern. Grundlage ist die Bayerische Denkmalliste, die auf Basis des Bayerischen Denkmalschutzgesetzes vom 1. Oktober 1973 erstmals erstellt wurde und seither durch das Bayerische Landesamt für Denkmalpflege geführt wird. Die folgenden Angaben ersetzen nicht die rechtsverbindliche Auskunft der Denkmalschutzbehörde.

## Bodendenkmäler in Dietfurt an der Altmühl
| Lage                                | Objekt | Akten-Nr.     | Bild            |
| ----------------------------------- | --- | ------------- | --------------- |
| Beilngries (Standort)               | Grabhügel vorgeschichtlicher Zeitstellung. | D-1-6935-0004 |                 |
| Dietfurt an der Altmühl (Standort)  | Gräberfeld der Hallstattzeit, Gräber der Glockenbecherkultur, Siedlung der Spätlatènezeit. | D-3-6935-0001 |                 |
| Dietfurt an der Altmühl (Standort)  | Vorgeschichtlicher Bestattungsplatz mit Grabhügeln. | D-3-6935-0002 |                 |
| Dietfurt an der Altmühl (Standort)  | Vorgeschichtliches Gräberfeld mit mindestens zwanzig Grabhügeln. | D-3-6935-0003 |                 |
| Dietfurt an der Altmühl (Standort)  | Gräberfeld mit Brandgräbern der Urnenfelderzeit. | D-3-6935-0004 |                 |
| Dietfurt an der Altmühl (Standort)  | Siedlung der Frühlatènezeit. | D-3-6935-0006 |                 |
| Dietfurt an der Altmühl (Standort)  | Siedlung und Grabenwerke der Urnenfelderzeit. | D-3-6935-0007 |                 |
| Dietfurt an der Altmühl (Standort)  | Siedlung der Urnenfelderzeit, rechteckiges Grabenwerk vor- und frühgeschichtlicher oder mittelalterlicher Zeitstellung. | D-3-6935-0008 |                 |
| Dietfurt an der Altmühl (Standort)  | Siedlung vor- und frühgeschichtlicher Zeitstellung im Luftbild, Gräberfeld der Hallstattzeit. | D-3-6935-0009 |                 |
| Dietfurt an der Altmühl (Standort)  | Siedlung und Gräber sowie mindestens ein Kreisgraben vor- und frühgeschichtlicher Zeitstellung. | D-3-6935-0010 |                 |
| Dietfurt an der Altmühl (Standort)  | Siedlung vor- und frühgeschichtlicher Zeitstellung. | D-3-6935-0011 |                 |
| Dietfurt an der Altmühl (Standort)  | Verebnete Schanze der Kurbayerischen Landesdefensionslinien (1702/1703). | D-3-6935-0013 |                 |
| Dietfurt an der Altmühl (Standort)  | Vorgeschichtlicher Bestattungsplatz mit verebneten Grabhügeln der Bronzezeit und Brandgräbern der Urnenfelderzeit. | D-3-6935-0014 |                 |
| Dietfurt an der Altmühl (Standort)  | Siedlung der Hallstattzeit, Wüstung des Hochmittelalters, karolingerzeitliches Reihengräberfeld. | D-3-6935-0017 |                 |
| Dietfurt an der Altmühl (Standort)  | Vorgeschichtlicher Bestattungsplatz mit mindestens vierzig Grabhügeln. | D-3-6935-0019 |                 |
| Dietfurt an der Altmühl (Standort)  | Siedlung der Urnenfelderzeit. | D-3-6935-0020 |                 |
| Dietfurt an der Altmühl (Standort)  | Vorgeschichtliches Gräberfeld mit verebneten Grabhügeln und Gräbern der Späthallstatt- und Frühlatènezeit, Siedlungen des Endneolithikums und der Spätlatènezeit. | D-3-6935-0021 |                 |
| Dietfurt an der Altmühl (Standort)  | Vorgeschichtliches Gräberfeld mit mindestens acht Grabhügeln. | D-3-6935-0023 |                 |
| Dietfurt an der Altmühl (Standort)  | Mittelalterlicher Burgstall Ödenburg, vorgeschichtliche Höhensiedlung. | D-3-6935-0024 |                 |
| Dietfurt an der Altmühl (Standort)  | Vorgeschichtlicher Bestattungsplatz mit Grabhügeln. | D-3-6935-0026 |                 |
| Dietfurt an der Altmühl (Standort)  | Vorgeschichtliches Gräberfeld mit mindestens 15 Grabhügeln. | D-3-6935-0027 |                 |
| Dietfurt an der Altmühl (Standort)  | Mittelalterlicher Burgstall. | D-3-6935-0029 |                 |
| Dietfurt an der Altmühl (Standort)  | Vorgeschichtliches Gräberfeld mit mindestens 19 Grabhügeln. | D-3-6935-0030 |                 |
| Dietfurt an der Altmühl (Standort)  | Teilstück der Kurbayerischen Landesdefensionslinien (1702/1703). | D-3-6935-0033 |                 |
| Dietfurt an der Altmühl (Standort)  | Vorgeschichtlicher Ringwall, Höhensiedlung der Urnenfelderzeit. | D-3-6935-0035 |                 |
| Dietfurt an der Altmühl (Standort)  | Vorgeschichtlicher Bestattungsplatz mit Grabhügeln. | D-3-6935-0036 |                 |
| Dietfurt an der Altmühl (Standort)  | Höhle (H 56) mit Funden der Bronzezeit und der römischen Kaiserzeit. | D-3-6935-0037 |                 |
| Dietfurt an der Altmühl (Standort)  | Abschnittsbefestigung vor- und frühgeschichtlicher oder mittelalterlicher Zeitstellung. | D-3-6935-0038 |                 |
| Dietfurt an der Altmühl (Standort)  | Felsturm Kopffelsen mit vorgeschichtlichen Funden. | D-3-6935-0039 |                 |
| Dietfurt an der Altmühl (Standort)  | Mesolithische Freilandstation, Siedlung der Hallstattzeit. | D-3-6935-0040 |                 |
| Dietfurt an der Altmühl (Standort)  | Siedlungen der Urnenfelderzeit und der Späthallstatt/Frühlatènezeit. | D-3-6935-0041 |                 |
| Dietfurt an der Altmühl (Standort)  | Siedlungen der Urnenfelderzeit und der Spätlatènezeit, Gräberfelder der Urnenfelderzeit und der Hallstattzeit, endneolithischer Bestattungsplatz. | D-3-6935-0042 |                 |
| Dietfurt an der Altmühl (Standort)  | Siedlungen der Bronzezeit, der Urnenfelderzeit, der Späthallstatt-/Frühlatènezeit, der Spätlatènezeit und der Völkerwanderungszeit. | D-3-6935-0043 |                 |
| Dietfurt an der Altmühl (Standort)  | Vorgeschichtliches Gräberfeld mit mindestens 13 Grabhügeln. | D-3-6935-0045 |                 |
| Dietfurt an der Altmühl (Standort)  | Ein vorgeschichtlicher Grabhügel. | D-3-6935-0046 |                 |
| Dietfurt an der Altmühl (Standort)  | Fischleitenhöhle (H 10) mit paläolithischen, allgemein vorgeschichtlichen und mittelalterlichen Funden. | D-3-6935-0047 |                 |
| Dietfurt an der Altmühl (Standort)  | Mesolithische Freilandstation, Siedlung der Latènezeit. | D-3-6935-0048 |                 |
| Dietfurt an der Altmühl (Standort)  | Vorgeschichtlicher Bestattungsplatz mit Grabhügeln. | D-3-6935-0049 |                 |
| Dietfurt an der Altmühl (Standort)  | Vorgeschichtlicher Bestattungsplatz mit mindestens 19 Grabhügeln. | D-3-6935-0050 |                 |
| Dietfurt an der Altmühl (Standort)  | Vorgeschichtlicher Bestattungsplatz mit mindestens sieben Grabhügeln. | D-3-6935-0051 |                 |
| Dietfurt an der Altmühl (Standort)  | Siedlungen vorgeschichtlicher Zeitstellung und der Völkerwanderungszeit, Gräber des frühen Mittelalters. | D-3-6935-0054 |                 |
| Dietfurt an der Altmühl (Standort)  | Abgegangenes Schloss, zuvor mittelalterliche Burg. | D-3-6935-0056 | (D-3-6935-0056) |
| Dietfurt an der Altmühl (Standort)  | Vorgeschichtlicher Bestattungsplatz mit mindestens einem Grabhügel. | D-3-6935-0060 |                 |
| Dietfurt an der Altmühl (Standort)  | Vorgeschichtlicher Bestattungsplatz mit mindestens einem Grabhügel. | D-3-6935-0061 |                 |
| Dietfurt an der Altmühl (Standort)  | Vorgeschichtlicher Bestattungsplatz mit Grabhügeln. | D-3-6935-0062 |                 |
| Dietfurt an der Altmühl (Standort)  | Vorgeschichtlicher Bestattungsplatz mit mindestens einem Grabhügel. | D-3-6935-0063 |                 |
| Dietfurt an der Altmühl (Standort)  | Vorgeschichtlicher Bestattungsplatz mit mindestens fünf Grabhügeln. | D-3-6935-0066 |                 |
| Dietfurt an der Altmühl (Standort)  | Vorgeschichtliches Gräberfeld mit mindestens sechs Grabhügeln. | D-3-6935-0069 |                 |
| Dietfurt an der Altmühl (Standort)  | Vorgeschichtliches Gräberfeld mit mindestens zwanzig Grabhügeln. | D-3-6935-0070 |                 |
| Dietfurt an der Altmühl (Standort)  | Gräberfeld mit mindestens sechs vorgeschichtlichen Grabhügeln. | D-3-6935-0071 |                 |
| Dietfurt an der Altmühl (Standort)  | Mittelalterlicher Burgstall Altenburg, Höhensiedlung der Hallstattzeit und der Spätlatènezeit. | D-3-6935-0073 |                 |
| Dietfurt an der Altmühl (Standort)  | Siedlung der Urnenfelderzeit. | D-3-6935-0075 |                 |
| Dietfurt an der Altmühl (Standort)  | Mesolithische Freilandstation, Siedlungen der Urnenfelderzeit und der Späthallstatt- /Frühlatènezeit. | D-3-6935-0076 |                 |
| Dietfurt an der Altmühl (Standort)  | Vorgeschichtlicher Bestattungsplatz mit Grabhügeln. | D-3-6935-0077 |                 |
| Dietfurt an der Altmühl (Standort)  | Höhle (I 82) und benachbarte Abris mit archäologischen Funden. | D-3-6935-0078 |                 |
| Dietfurt an der Altmühl (Standort)  | Mittelalterlicher Turmhügel. | D-3-6935-0079 |                 |
| Dietfurt an der Altmühl (Standort)  | Vorgeschichtlicher Bestattungsplatz mit Grabhügeln. | D-3-6935-0081 |                 |
| Dietfurt an der Altmühl (Standort)  | Vorgeschichtlicher Bestattungsplatz mit Grabhügeln. | D-3-6935-0082 |                 |
| Dietfurt an der Altmühl (Standort)  | Vorgeschichtlicher Bestattungsplatz mit Grabhügeln. | D-3-6935-0083 |                 |
| Breitenbrunn (Oberpfalz) (Standort) | Vorgeschichtlicher Bestattungsplatz mit Grabhügeln. | D-3-6935-0088 |                 |
| Dietfurt an der Altmühl (Standort)  | Siedlung der Mittelbronzezeit. | D-3-6935-0105 |                 |
| Dietfurt an der Altmühl (Standort)  | Siedlung vor- und frühgeschichtlicher Zeitstellung. | D-3-6935-0106 |                 |
| Dietfurt an der Altmühl (Standort)  | Gräberfeld mit verebneten Grabhügeln, daraus Funde der Hallstattzeit. | D-3-6935-0107 |                 |
| Dietfurt an der Altmühl (Standort)  | Archäologische Befunde und Funde im Bereich des ehem. Schlosses von Töging, zuvor mittelalterliche Burg. | D-3-6935-0110 | (D-3-6935-0110) |
| Dietfurt an der Altmühl (Standort)  | Archäologische Befunde und Funde im Bereich der Kath. Friedhofkirche St. Peter in Töging, darunter die Spuren von Vorgängerbauten bzw. älteren Bauphasen der Kirche und ein abgegangener mittelalterlicher Adelssitz.                                                         | D-3-6935-0111 | (D-3-6935-0111) |
| Dietfurt an der Altmühl (Standort)  | Siedlung der Bronzezeit. | D-3-6935-0112 |                 |
| Dietfurt an der Altmühl (Standort)  | Archäologische Befunde und Funde im Bereich des ehem. Schlosses Wildenstein, zuvor mittelalterliche Burg. | D-3-6935-0114 |                 |
| Dietfurt an der Altmühl (Standort)  | Archäologische Befunde des Mittelalters und der frühen Neuzeit in der Altstadt von Dietfurt a.d. Altmühl. | D-3-6935-0115 |                 |
| Dietfurt an der Altmühl (Standort)  | Archäologische Befunde des Mittelalters und der frühen Neuzeit im Bereich der Kath. Pfarrkirche St. Ägidius in Dietfurt a.d. Altmühl, darunter die Spuren von Vorgängerbauten bzw. älteren Bauphasen und der abgegangene historische Ortsfriedhof.                            | D-3-6935-0116 |                 |
| Dietfurt an der Altmühl (Standort)  | Archäologische Befunde der frühen Neuzeit im Bereich des Franziskanerklosters und der Klosterkirche St. Johannes Evangelist in Dietfurt a.d. Altmühl. | D-3-6935-0117 |                 |
| Dietfurt an der Altmühl (Standort)  | Archäologische Befunde des Mittelalters und der frühen Neuzeit im Bereich der Kath. Kirche Unserer Lieben Frau in Dietfurt a.d.Altmühl, darunter die Spuren von Vorgängerbauten bzw. älteren Bauphasen, des abgegangenen mittelalterlichen Spitals sowie des Spitalfriedhofs. | D-3-6935-0118 |                 |
| Dietfurt an der Altmühl (Standort)  | Archäologische Befunde der frühen Neuzeit im Bereich der Kath. Friedhofskirche St. Sebald in Dietfurt a.d. Altmühl. | D-3-6935-0119 |                 |
| Dietfurt an der Altmühl (Standort)  | Archäologische Befunde und Funde im Bereich der Pestkapelle St. Sebastian. | D-3-6935-0120 |                 |
| Dietfurt an der Altmühl (Standort)  | Untertägige Befunde der spätmittelalterlichen Stadtbefestigung von Dietfurt a.d. Altmühl, darunter die Spuren abgebrochener Wehrmauerteile, der abgebrochenen Stadttore und der teilweise verebnete, vorgelagerte Graben.                                                     | D-3-6935-0121 |                 |
| Dietfurt an der Altmühl (Standort)  | Archäologische Befunde des Mittelalters und der frühen Neuzeit im Bereich der ehem. Kath. Kirche St. Salvator in Dietfurt a.d. Altmühl, darunter die Spuren von Vorgängerbauten, älteren Bauphasen und abgangenen Bauteilen sowie frühneuzeitliche Gräber.                    | D-3-6935-0122 |                 |
| Dietfurt an der Altmühl (Standort)  | Archäologische Befunde und Funde im Bereich der Kath. Kirche St. Georg in Mallerstetten, darunter die Spuren von Vorgängerbauten bzw. älterer Bauphasen. | D-3-6935-0124 |                 |
| Dietfurt an der Altmühl (Standort)  | Archäologische Befunde und Funde im Bereich des abgegangenen mittelalterlichen Schlosses von Dietfurt. | D-3-6935-0125 |                 |
| Dietfurt an der Altmühl (Standort)  | Archäologische Befunde im Bereich der Kath. Pfarrkirche St. Leodegar in Hainsberg, darunter die Spuren von Vorgängerbauten bzw. älteren Bauphasen. | D-3-6935-0128 |                 |
| Dietfurt an der Altmühl (Standort)  | Archäologische Befunde im Bereich der Kath. Filialkirche Johannes und Paulus in Gögling, darunter die Spuren von Vorgängerbauten bzw. älterer Bauphasen. | D-3-6935-0131 |                 |
| Dietfurt an der Altmühl (Standort)  | Vorgeschichtliche Siedlung. | D-3-6935-0132 |                 |
| Dietfurt an der Altmühl (Standort)  | Siedlung und Gräberfeld der Urnenfelderzeit, mittelalterlicher Bestattungsplatz. | D-3-6935-0133 |                 |
| Dietfurt an der Altmühl (Standort)  | Siedlungen der frühen Bronzezeit und des späten Mittelalters. | D-3-6935-0134 |                 |
| Dietfurt an der Altmühl (Standort)  | Siedlung vor- und frühgeschichtlicher Zeitstellung. | D-3-6935-0135 |                 |
| Dietfurt an der Altmühl (Standort)  | Archäologische Befunde im Bereich der Kath. Kirche St. Ottmar in Ottmaring, darunter die Spuren von Vorgängerbauten bzw. älteren Bauphasen. | D-3-6935-0137 |                 |
| Dietfurt an der Altmühl (Standort)  | Archäologische Befunde und Funde im Bereich der Kath. Pfarr- und Wallfahrtskirche St. Martin in Griesstetten, darunter die Spuren von Vorgängerbauten bzw. älteren Bauphasen.                                                                                                 | D-3-6935-0139 |                 |
| Dietfurt an der Altmühl (Standort)  | Archäologische Befunde und Funde im Bereich der Kath. Kirche St. Jakob von Arnsdorf, darunter die Spuren von Vorgängerbauten bzw. älteren Bauphasen. | D-3-6935-0142 |                 |
| Dietfurt an der Altmühl (Standort)  | Untertägige Befunde im Bereich der Kapelle Herz Jesu in Muttenhofen, darunter die Spuren eines Vorgängerbaus. | D-3-6935-0145 |                 |
| Dietfurt an der Altmühl (Standort)  | Siedlungen der Hallstattzeit und der Spätlatènezeit. | D-3-6935-0147 |                 |
| Dietfurt an der Altmühl (Standort)  | Siedlungen der frühen Bronzezeit, der mittleren Bronzezeit, der Urnenfelderzeit, der Hallstattzeit und der frühen Latènezeit, Gräberfeld der frühen Bronzezeit. | D-3-6935-0148 |                 |
| Dietfurt an der Altmühl (Standort)  | Archäologische Befunde und Funde im Bereich der Kath. Pfarrkirche St. Martin in Staadorf, darunter die Spuren von Vorgängerbauten bzw. älteren Bauphasen mit zugehörigem Friedhof.                                                                                            | D-3-6935-0150 |                 |
| Dietfurt an der Altmühl (Standort)  | Archäologische Befunde des Mittelalters und der frühen Neuzeit im Bereich der Kath. Kirche St. Bartholomäus in Sankt Bartlmä, darunter die Spuren von Vorgängerbauten bzw. älteren Bauphasen.                                                                                 | D-3-6935-0152 |                 |
| Dietfurt an der Altmühl (Standort)  | Archäologische Befunde und Funde im Bereich der Kath. Kirche St. Gertraud in Schweinkofen, darunter die Spuren von älteren Bauphasen bzw. Vorgängerbauten. | D-3-6935-0154 |                 |
| Dietfurt an der Altmühl (Standort)  | Archäologische Befunde und Funde im Bereich der Kath. Kirche Mariä Himmelfahrt in Eutenhofen, darunter die Spuren von Vorgängerbauten bzw. älteren Bauphasen. | D-3-6935-0156 |                 |
| Dietfurt an der Altmühl (Standort)  | Untertägige Befunde des abgegangenen spätmittelalterlichen und frühneuzeitlichen Schlosses von Oberbürg. | D-3-6935-0158 |                 |
| Dietfurt an der Altmühl (Standort)  | Abgegangener frühneuzeitlicher Friedhof. | D-3-6935-0161 |                 |
| Dietfurt an der Altmühl (Standort)  | Archäologische Befunde und Funde im Bereich der Kath. Pfarrkirche St. Maria in Mühlbach, darunter die Spuren von Vorgängerbauten bzw. älteren Bauphasen. | D-3-6935-0162 |                 |
| Dietfurt an der Altmühl (Standort)  | Archäologische Befunde des Mittelalters und der frühen Neuzeit im Bereich der historischen Marktsiedlung Töging. | D-3-6935-0165 |                 |
| Dietfurt an der Altmühl (Standort)  | Archäologische Befunde und Funde im Bereich der Kath. Pfarrkirche St. Bartholomäus in Töging. | D-3-6935-0166 |                 |
| Dietfurt an der Altmühl (Standort)  | Abgegangener mittelalterlicher Adelssitz. | D-3-6935-0171 |                 |
| Dietfurt an der Altmühl (Standort)  | Vorgeschichtlicher Bestattungsplatz mit Grabhügeln. | D-3-6935-0172 |                 |
| Dietfurt an der Altmühl (Standort)  | Mittelpaläolithische Freilandstation, vorgeschichtliches Gräberfeld mit verebneten Grabhügeln der mittleren Bronzezeit, Siedlung der Späthallstatt-/Frühlatènezeit. | D-3-6935-0173 |                 |
| Dietfurt an der Altmühl (Standort)  | Abgebrochenes Markttor von Töging. | D-3-6935-0174 |                 |
| Dietfurt an der Altmühl (Standort)  | Abgebrochenes Markttor von Töging. | D-3-6935-0175 |                 |
| Dietfurt an der Altmühl (Standort)  | Untertägige Befunde der abgegangenen Kapelle St. Maria in Vogelthal. | D-3-6935-0176 |                 |
| Dietfurt an der Altmühl (Standort)  | Abschnitt einer historischen Altstraße mit Hohlwegen. | D-3-6935-0177 |                 |
| Dietfurt an der Altmühl (Standort)  | Teilstück der Kurbayerischen Landesdefensionslinien (1702/1703) mit einer Flesche. | D-3-6935-0209 |                 |
| Dietfurt an der Altmühl (Standort)  | Erdbauten des Ludwig-Donau-Main-Kanals (1836–45). | D-3-6935-0210 | weitere Bilder  |
| Dietfurt an der Altmühl (Standort)  | Teilstück der Kurbayerischen Landesdefensionslinien (1702/1703). | D-3-6935-0211 |                 |
| Dietfurt an der Altmühl (Standort)  | Vorgeschichtliches Gräberfeld mit mindestens 16 Grabhügeln. | D-3-7035-0002 |                 |
| Dietfurt an der Altmühl (Standort)  | Teilbereich eines vorgeschichtlichen Gräberfeldes mit mindestens hundert Grabhügeln. | D-3-7035-0003 |                 |
| Dietfurt an der Altmühl (Standort)  | Archäologische Befunde und Funde im Bereich der Kath. Pfarrkirche Unsere Liebe Frau in Zell, darunter die Spuren von Vorgängerbauten bzw. älteren Bauphasen. | D-3-7035-0006 |                 |
| Dietfurt an der Altmühl (Standort)  | Abschnittsbefestigung vor- und frühgeschichtlicher bzw. mittelalterlicher Zeitstellung. | D-3-7035-0007 |                 |